# 张大方
张大方（1959年4月—），上海人，汉族，中华人民共和国政治人物、第十一届全国政协委员。
加入九三学社，担任九三学社中央常委、湖南省委主委。2008年，当选第十一届全国政协常务委员，代表九三学社，分入第十二组。2012年1月任湖南省政协副主席。2018年1月，当选第十三届全国政协常务委员。